# Frente Popular (semanario de Villena)
Frente Popular fue un semanario publicado en Villena, España entre abril y mayo de 1936, de temática política y de ideario republicano y socialista e impreso en Yecla. En total se editaron ocho números, de los cuales se conservan ejemplares de todos ellos, más un disctutido número extraordinario en el verano de ese año. El primer ejemplar salió a la calle el 4 de abril y el último el 30 de mayo, y su precio fue de 15 céntimos.
Fue un claro exponente de los diarios de alto contenido ideológico de la época, condición que no ocultaban sus redactores desde el primer número:

Este semanario ha de ser un arma colectiva, por medio de la cual, cada partido, sin renunciar a sus postulados, luchará por dar la batalla final a las derechas, enemigo común en estos momentos históricos

La desaparición de la publicación en mayo de 1936 se explica por la extensión, sobre esas fechas, del diario provincial alicantino Frente Popular Antifascista, que aglutinó a buena parte de los medios locales.